# Miel de palma
La miel de palma es un producto alimenticio obtenido de la savia de diferentes especies de palma.

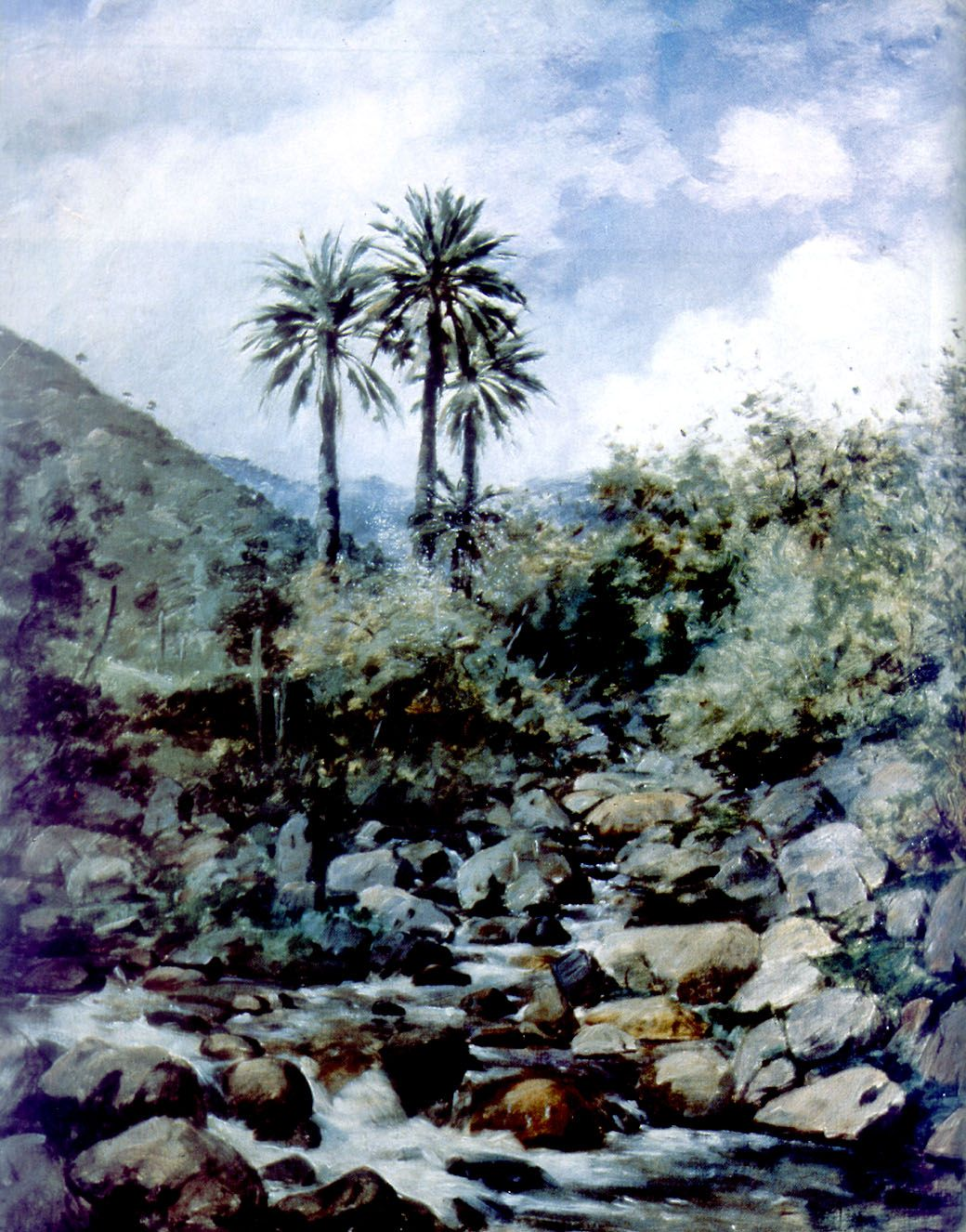
Palmas de Ocoa, del pintor Onofre Jarpa.

## En Canarias
La miel de palma canaria es un producto típico de la isla de La Gomera (islas Canarias, España) que se obtiene a partir de la savia de la palmera canaria. Dicha savia es conocida con el nombre de guarapo. La miel de palma es el resultado de la reducción en cocción durante algunas horas del "guarapo" hasta que adquiere la densidad similar a la miel de abeja y su color oscuro característico. Su producción se reduce  a la isla de La Gomera, y es el complemento que acompaña a modo de salsa a diversos postres, como por ejemplo, al frangollo, al quesillo, a la leche asada el queso de cabra (del país), las tortas de cuajada, acompañando la mousse de gofio, etc. 
La miel de palma en las últimas décadas se ha incorporado a las nuevas tendencias de la cocina gomera, cocina canaria e incluso fuera de las Islas. Se presenta como acompañamiento de las carnes en la elaboración de diferentes salsas.

## En Chile
La miel de palma chilena también es un producto típico de la zona central de Chile, la cual se obtiene a partir de la extracción de la savia de palma chilena (Jubaea chilensis). 
Se consume en Chile desde la época de la Conquista, y era ampliamente conocida por los pueblos aborígenes antes de la llegada de los españoles. En 1822 la inglesa María Graham en su Diario de mi residencia en Chile relataba que – «aplicándole fuego se le hace destilar un rico jugo que llaman miel y que tiene un gusto entre el de la miel de abejas y el más fino almíbar».
Está vinculada al origen del dulce de leche o manjar, que se lograba con la conjunción de este almíbar y leche a alta temperatura. Como endulzante posee un sabor mucho más neutro que la miel, el cual era el único modo de endulzar conocido por los conquistadores fuera del territorio chileno - mapuche y antecede por al menos dos siglos a la existencia de azúcar refinada en América.
Su composición actual se presume que fue formulada hace unos 150 años. Consiste en savia de palma y jugo de coco a los que se adicionan azúcares de remolacha o de maíz. La calidad de estos azúcares y su proporción deben ser tal que suavicen y resalten las características que proporciona la savia chilena, en especial su delicado e inconfundible sabor.
Esta savia, al igual que su versión española, es reducida junto a una gran cantidad de azúcar, hasta lograr un jarabe similar a la miel de arce, pero de sabor diferente.
La miel de palma chilena se comercializa en tarros o botellas y en algunos casos dentro del envase se incluyen los «coquitos» o semillas del fruto de Jubaea chilensis.
En 1878 se instaló la primera planta productora de miel de palma, que funciona hasta hoy. La Hacienda las Palmas Cocalán es el lugar más antiguo donde se ha trabajado en la extracción de savia y en la multiplicación sostenida de palmas. 
Es excelente para endulzar frutas como el plátano (banana), peras, manzanas, etc. además como acompañamiento de yogur, lácteos y postres como leche asada, flanes, budines, etc. Algo típico de la mesa chilena de las décadas de 1960-1970.
La extracción de su savia para la elaboración de miel de palma no involucra la tala de la palma, cómo se realizaba en sus comienzos, desde el año 2007 la savia se extrae mediante una minuciosa poda de sus hojas de la cual se obtiene gota a gota, conservando su vida.